# Csillárkagyepek

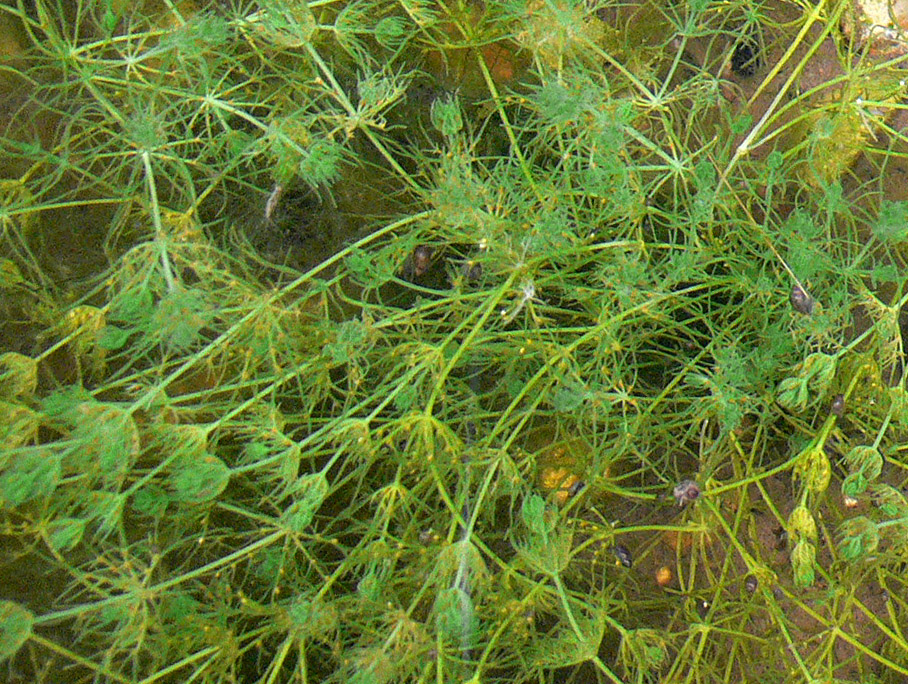
Csillárkamoszat (Chara sp.) kotort mederben (Észak-Franciaország, Lille)

Magyarország vízi növénytársulásainak rendszertani felosztásában a csillárkagyepek társulásosztályába (Charetea fragilis (Fukarek 1961) Krausch 1964) jellegzetesen a vízfenékhez rögzült csillárkamoszatok (Charophyta) igen kevés fajból álló, sűrű, többnyire alámerült gyeptársulásait soroljuk.

## Elterjedésük
Jellemzően Közép-Európában,  oligotróf–mezotróf vizekben (Magyarországon főleg a meleg, sekély, disztróf vagy eutróf vizekben) élnek.

## Életmódjuk, termőhelyük
Tömegesen jelentkezhetnek a tengerparti brakkvizekben, a szárazföld belsejében pedig azokban a szikes tavakban, amelyekben állandóan vagy rendszeresen lerakódik az iszap — az ilyen, mindig megújuló pionír termőhelyeken telepedhetnek meg az egyébként kevéssé versenyképes csillárkafajok (Chara spp.). Ennek megfelelően többnyire időszakos, pionír jellegű, rövid életű, efemer társulások, amelyek frissen keletkezett vagy ásványi aljzaton jelennek meg. A friss, kavicsos aljzaton társulásaik igen rövid életűek, a finom iszapon tovább kitartanak. Egyes csillárkafajok meszes burkú oospórái akár a termőhely kiszáradását is átvészelik. 
A csillárkafajok érzékenyek a foszfor-túlkínálatra: Fosberg és Melzer szerint ahogy a foszfortartalom túllépi a 0,02 mg/l-t, a Chara fajok eltűnnek.

## Magyarországon előforduló társulásaik
A Kárpát-medencében a nagy tavak (Velencei-tó, Fertő) sekély vizű, háborítatlan partszakaszain, a folyók holtágaiban, a szikes tavakban országosan elterjedtek. Az utóbbi években tömegesen jelennek meg.
Magyarországon két rendjüket különítjük el:
- fénycsillárkagyepek (Nitelletalia flexilis Krause, 1969),
- érdescsillárkagyepek (Charetalia hispidae Sauer, 1957).